# Aprostoma auberti
Aprostoma auberti is een keversoort uit de familie somberkevers (Zopheridae). De wetenschappelijke naam van de soort werd in 1882 gepubliceerd door Léon Marc Herminie Fairmaire.